# Diceratucha euryscia
Diceratucha euryscia är en fjärilsart som beskrevs av Oswald Beltram Lower 1903. Diceratucha euryscia ingår i släktet Diceratucha och familjen tandspinnare. Inga underarter finns listade i Catalogue of Life.